# Ramesses II
Ramesses II
(hay Ramesses đại đế, Ramses II, Rameses II, ông cũng được biết đến với tên Ozymandias theo tiếng Hy Lạp, từ sự chuyển ký tự từ tiếng Hy Lạp sang một phần tên ngai của Ramesses: User-maat-re Setep-en-re); là pharaon thứ ba của Vương triều thứ 19 trong lịch sử Ai Cập. Ông được ghi nhận là một trong những pharaon vĩ đại, quyền lực và được ca tụng nhiều nhất trong lịch sử. Những nhà văn người Hy Lạp cổ đại như Herodotus cho rằng những thành công của ông dẫn tới huyền thoại về Sesostris. Ông còn được nhiều người tin là pharaon trong cuốn Exodus. Những người thừa kế ông, cũng như những người Ai Cập sau này gọi ông là "Ông tổ vĩ đại" và xem ông như người cha của quốc gia.Ông là Pharaon vĩ đại nhất lịch sử Ai Cập cổ đại.
Ông ra đời khoảng năm 1303 TCN và ở tuổi 14, ông được vua cha Seti I chọn làm thái tử kế vị. Ông được tin là đã lên ngôi vua khi khoảng 24 tuổi và cai trị lãnh thổ Ai Cập từ 1279 TCN đến 1213 TCN cho tổng cộng là khoảng 66 năm 2 tháng theo Manetho. Ông là người thời xưa duy nhất được tin là sống được đến 90 tuổi. Nếu ông lên ngôi vua năm 1279 TCN như theo các nhà Ai Cập học thời nay tin rằng, ông lên ngôi vào ngày 31 tháng 5, 1279 TCN, căn cứ vào ngày tháng đăng quang được biết của III Shemu cho là ngày 27. Ramesses II đã tổ chức đến 14 lễ hội Sed trong vương triều ông-nhiều hơn các pharaon khác. Sau khi qua đời, ông được chôn ở ngôi mộ tại Thung lũng các vị vua; thi hài ông về sau đã được đưa tới nhà xác hoàng gia nơi nó được tìm thấy năm 1881, và hiện nay ở bảo tàng Ai Cập.

## Tiểu sử

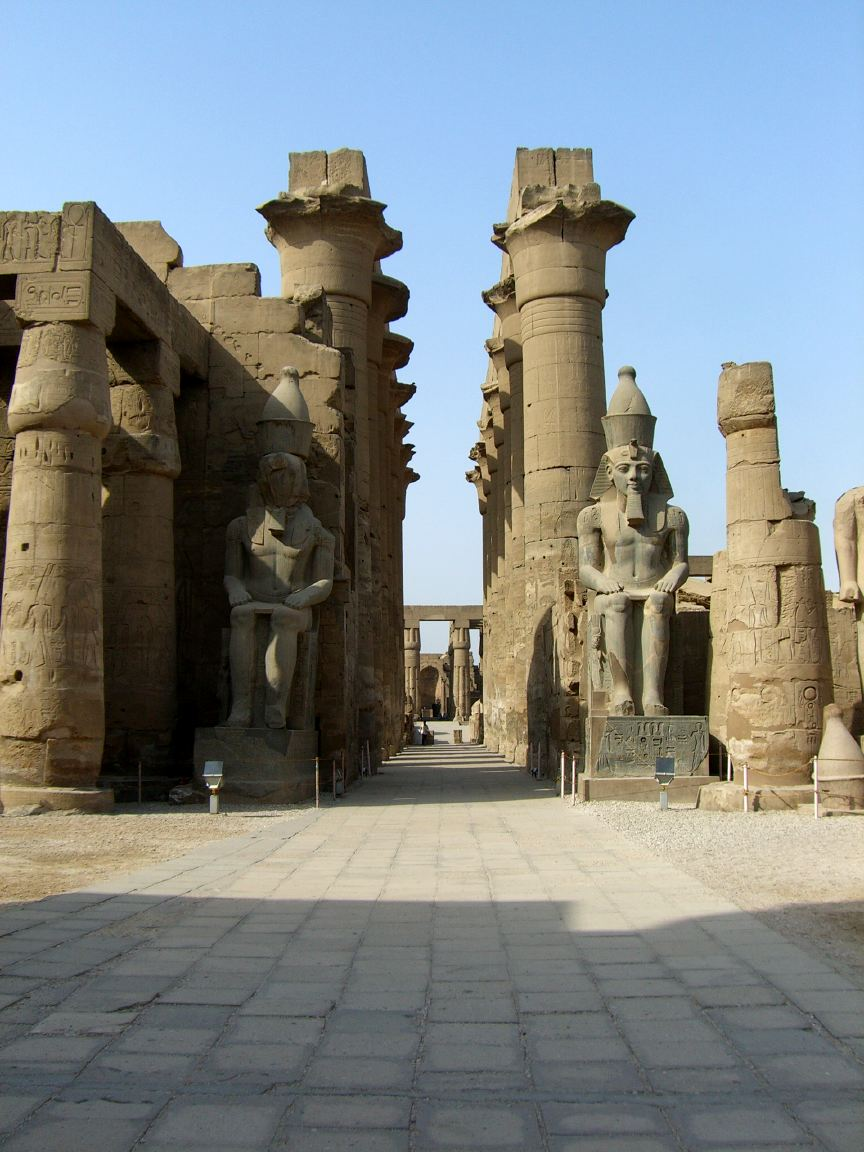
Tượng vua Ramesses II tại đền Luxor

### Xuất thân
Ramesses II sinh ra tại bờ Đông lưu vực sông Nile vào khoảng năm 1303 TCN, trong thời kỳ Tân vương quốc, một thời kì vàng son trong lịch sử cổ Ai Cập. Ông là con thứ của pharaon Seti và Tuya. Ai Cập đã được thống nhất làm một khối từ hơn 2000 năm trước (khoảng 3100 TCN bởi vua Hor-Aha), khi Ramesses II lên làm vua thì biên giới cực nam Ai Cập trải dài đến Nubia (tức Sudan ngày nay) và vùng ảnh hưởng lan rộng đến phía Bắc Syria, phía Tây đến tận Libya. vương triều dòng Ramesses (tức nhà tiền Ramessid) phát sinh từ việc pharaon Horemheb của Vương triều thứ 18 qua đời mà không có con nối vị và người tể tướng đầy quyền lực là Pramesse được chọn lên làm vua, lấy danh hiệu là Ramesses I, vị pharaon đầu tiên của Vương triều thứ 19. Sau khi Ramesses I qua đời, con là Seti I lên thay thế và sau đó lại truyền lại ngai vàng cho con là Ramesses II.

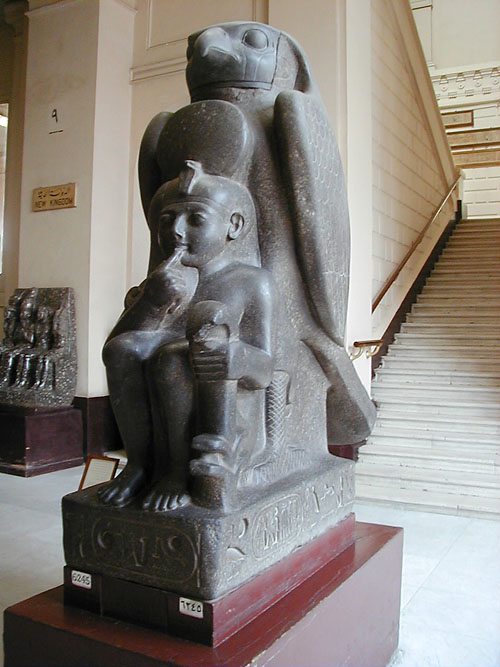
Tượng Ramesses II lúc nhỏ (Bảo tàng Cairo)

Trước Ramesses II khoảng 180 năm, pharaon Thutmosis III đã xây dựng một đế chế Ai Cập về phía Đông đến tận Palestine và Syria, về phía Nam đến tận Sudan. Nhưng đến thời đại pharaon Akhenaten thì sự điêu tàn của Ai Cập bắt đầu, Akhenaten chỉ lo chăm chút cho bản thân và bà vợ xinh đẹp, Nefertiti, mà quên đi việc triều chính. Khi thấy vương triều này bắt đầu suy yếu thì người Hittites, vốn là kẻ thù của truyền kiếp Ai Cập lập tức quấy nhiễu. Các pharaon kế vị Akhenaten cố gắng lập lại uy tín và trật tự nhưng đều thất bại, cho đến khi Pramesse, ông nội của Ramesses II được bầu từ Tể tướng lên ngôi vua. Làm vua được 16 tháng thì Ramesses I nhường ngôi cho Seti I. Lúc cha mình lên ngai vàng, Ramesses II mới 8 tuổi.
Có lẽ quãng đời thơ ấu của Ramesses II chỉ toàn là hương khói chiến tranh và chuyện đao binh. Seti I đã ấn vào đầu đứa con trai đạo lý "da ngựa bọc thây" với mơ ước lấy lại các vùng đất đã mất do người Hittites xâm chiếm, xây dựng lại một đế chế Ai Cập hùng mạnh, thiết lập các kỳ quan về kiến trúc, ca tụng Thần chiến tranh Ai Cập. Seti I tuyên chiến với Syria nhưng chưa cho Ramesses II ra trận. Năm lên 10, Ramesses II được vua cha phong làm Tổng tư lệnh danh dự quân đội và năm lên 14, Ramesses II tham gia trận đánh Lybia.

### Hậu cung của Ramesses II
Một mệnh lệnh từ người cha là sau khi lấy vợ Ramesses II phải có thật nhiều con. Cứ mỗi lần ông được vua cha cho nghỉ phép về thăm vợ Nefertari hay Isetnofret là Hoàng gia Ai Cập lại vang lên tiếng khóc của trẻ thơ. Ông cũng có cưới em gái ông, Henutmire,. Nhà Ai Cập học Kenneth Kitchen thuộc Đại học Liverpool, người đã bỏ ra 22 năm trời để dịch 2000 trang chữ Ai Cập cổ đại có liên quan đến Ramesses II, nhận xét: "Trong vòng 10 năm, mỗi bà vợ nói trên đã sinh cho Ramesses 5 người con trai và 1 cô con gái. Các bà thứ phi cũng tặng ông từ 5 đến 10 hoàng tử". Kết quả là ông có hơn 100 người con, nhiều con nhất trong các pharaon.
Ramesses không hề bận tâm đến chuyện thê nhi như Akhenaten ngày xưa. Ông luôn ngước mắt ngưỡng mộ các trận đánh bụi mù cát sa mạc của cha và những công trình kiến trúc nghẹt thở về mức độ to lớn, hùng vĩ. Các pharaon tin rằng kiến trúc càng to thì quyền hành cũng vươn lên trời cao. Seti I và Ramesses II là hai vị vua có các công trình xây dựng đồ sộ nhất, phần lớn để khắc in mạnh mẽ niềm tin đó vào tâm khảm người dân Ai Cập và do vậy tạo dựng một quyền uy bất khả xâm phạm".

## Trị vì
Khi vua cha Seti I băng hà năm 1279 TCN, Ramesses II bấy giờ lên ngai vàng Ai Cập, trở thành vị Pharaoh thứ ba của Vương triều thứ 19. Từ đây ông bắt đầu các chiến dịch quân sự và xây dựng các công trình xây dựng làm nên tên tuổi lẫy lừng của mình.

### Chiến dịch quân sự

#### Trận Kadesh

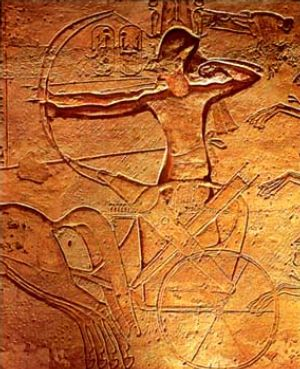
Ramesses II trên cỗ chiến xa trong Trận Kadesh

Khi lên ngôi mới được 5 năm (1275 TCN), Ramesses II nảy ra ý định đánh chiếm thành Kadesh của người Hittites với 20 nghìn quân tại Syria. Ông đã suýt thua vua Muwatalli II (Muwatallis) có đến 40 nghìn quân đang mai phục chờ đợi. Toán quân trinh thám của Ramesses đã không hoàn thành nhiệm vụ và đoàn chiến xa của ông bị đánh úp. Thình lình thần Amun lại mỉm cười đem lại may mắn cho ông, viện quân Ai Cập tràn đến. Vua Muwatalli II bất lực nhìn đoàn quân hùng hậu của mình tháo chạy trước vị pharaon trẻ tuổi, quân Hitties sợ hãi nhảy xuống sông chạy trốn.
Sau khi điểm lại quân số thì hai bên mới biết không ai đẩy lùi được ai, nhưng Ramesses II đã tuyên bố thắng trận và trở về quê hương. Về đến nhà Ramesses II tuyên bố chiến thắng tuy nhiên không phải nhờ đến quân tiếp viện mà là do ông - Ramesses đại đế. Để thể hiện dược sức mạnh của mình ông điều động tất cả các công nhân điêu khắc tại mọi đền đài của các pharaon trước trên khắp đất nước Ai Cập các lời ca tụng về mình. Trên tường của tất cả mọi khu đền đều có viết
Sau khi Ramesses II vung gươm gào lên giữa ba quân:
| “ | Ta sẽ bay vút đến chúng như một con chim ưng vồ mồi, tàn sát và chém giết tất cả, ta sẽ nhấn chìm chúng vào lòng đất! | ” |
| — | |   |

Không rõ đây có phải là kiểu tuyên truyền để cổ động ba quân tướng sĩ đang bỏ chạy tháo thân hay không nhưng Ramesses II đã một mình tấn công quân địch đến 6 lần.

#### Hòa ước vớiHittites

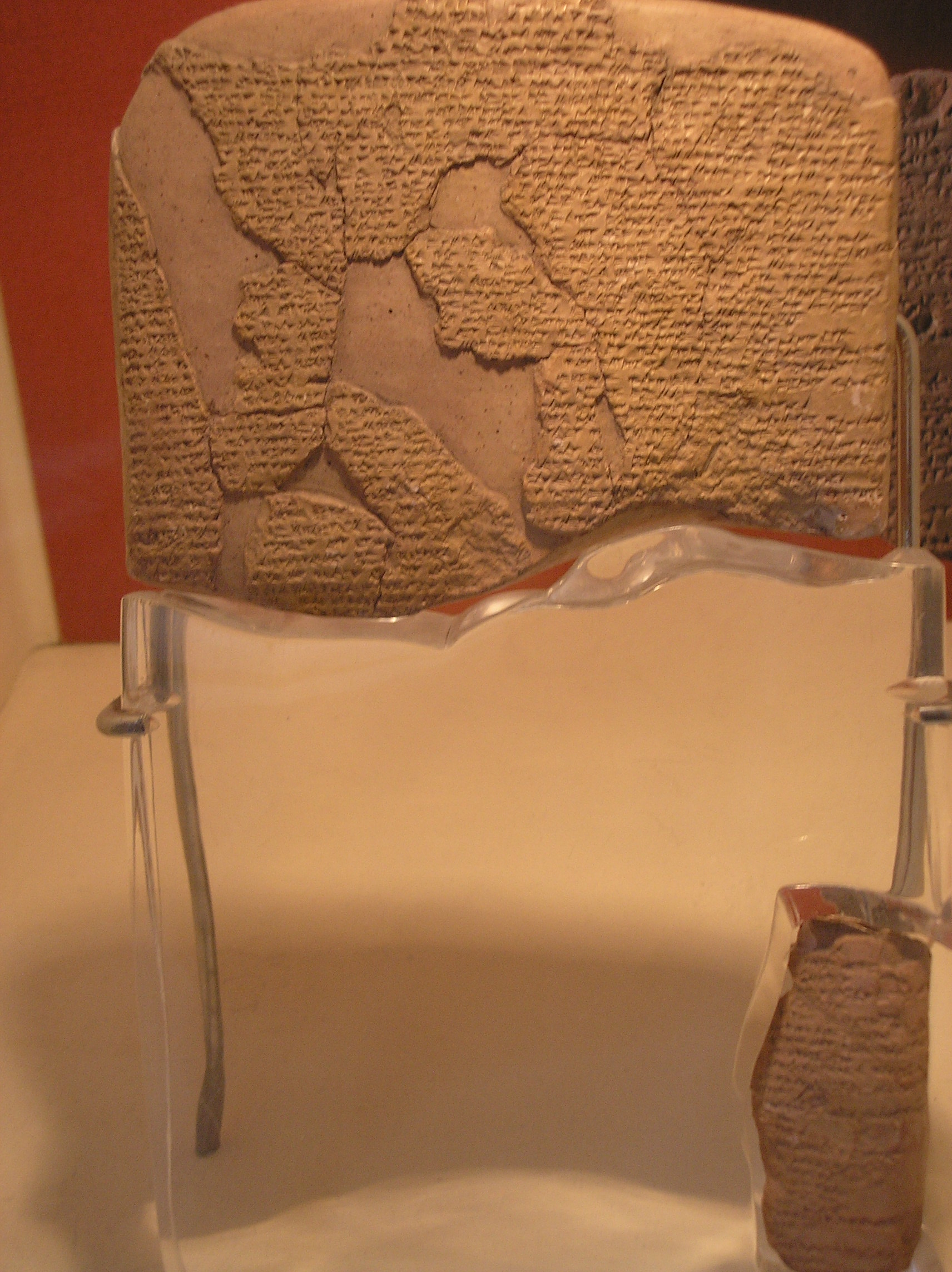
Phiến đá của hòa ước giữa Hattusili III của Hittites và Ramesses của Ai Cập, tại bảo tàng khảo cổ học Istanbul

Năm 1259 TCN, Ramesses ký hòa ước với người Hittites. Đây là bản hòa ước sớm nhất trong lịch sử còn được bảo lưu tới ngày nay. Đôi bên quy định không xâm phạm lẫn nhau, cùng chống kẻ thù chung và trao trả các tù binh nô lệ cho nhau. Thực tế thì khi ký kết hòa ước, thì phía Bắc Syria vẫn nằm dưới quyền cai trị của Hittites.
Năm 1254 TCN, vua Hittites là Hattusili III đã gả con gái của mình cho Ramesses II, như một động thái hòa bình trên danh nghĩa. Đó chính là Vương hậu Maathorneferure, một trong bảy bà vợ được sắc phong của Ramesses II.

#### Các chiến dịch Nubia

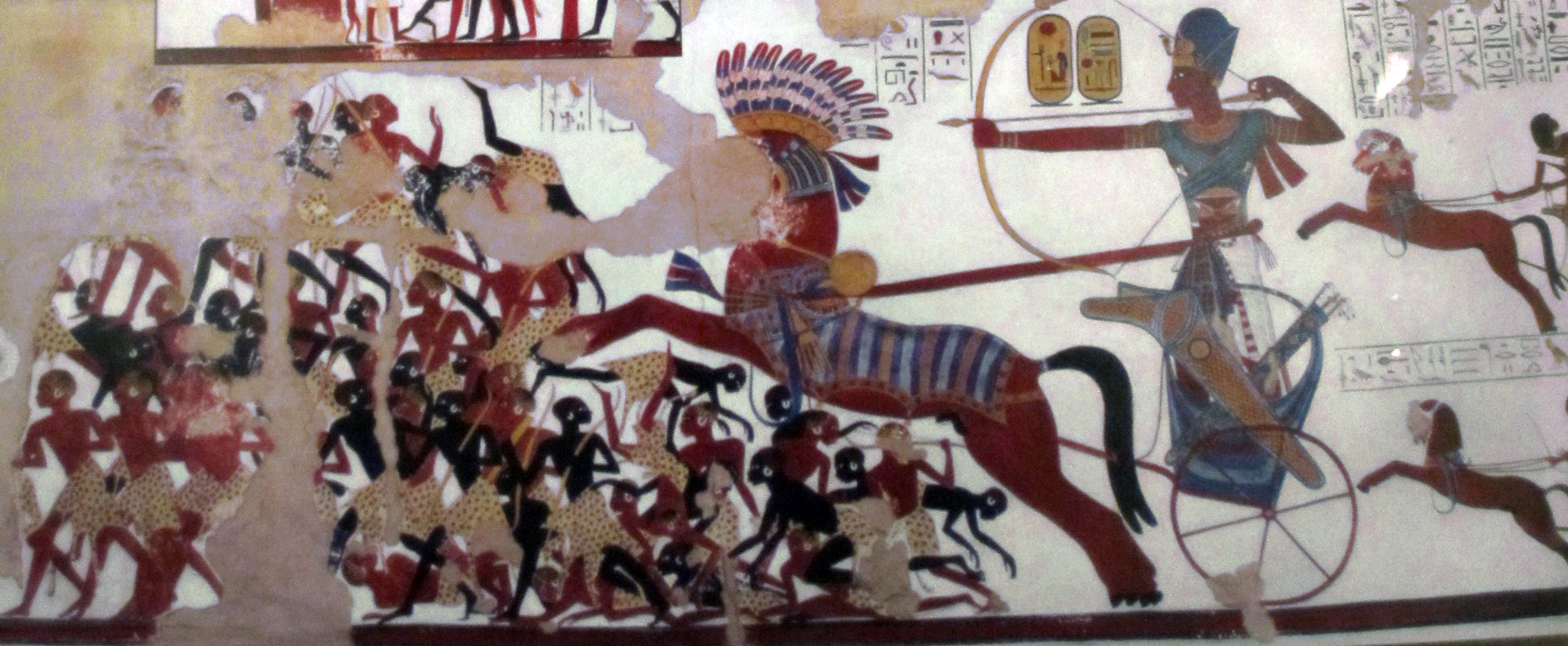
Ramesses II trên cỗ chiến xa tấn công người Nubia

### Công trình kiến trúc

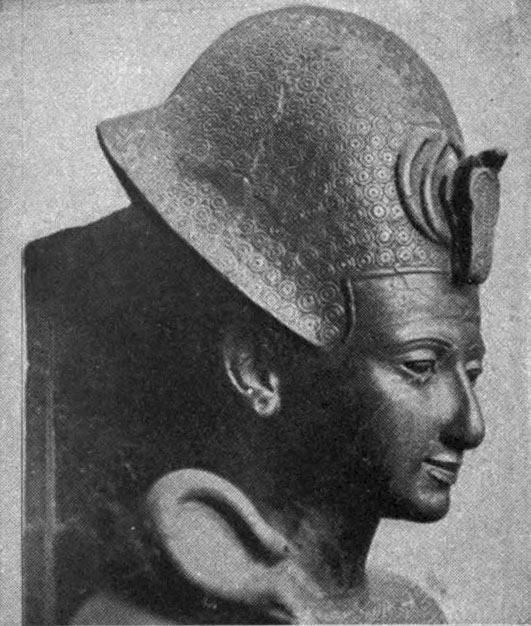
Tượng Ramesses II ở Bảo tàng Turin

Ramesses II được xem là vị pharaon có chiếm đoạt và xây dựng nhiều công trình lớn và bức tượng khổng lồ hơn bất cứ một người trị vì nào khác.
Ramesses II cũng là một nhà kiến trúc vĩ đại. Ông cùng cha đã xây dựng thủ đô Thebes (Ai Cập) trở thành một thành phố tinh thần tối linh thiêng của người Ai Cập. Tại đây có đền Karnak, nơi được xem là linh địa mà thần Amun, vị thần vĩ đại và được tôn kính nhất ra đời. Đền này có các cột cao đến hơn 50 m, mỗi cột có đường kính 6 m, chạm trổ đẹp và sắc sảo, được xem là một trong những tiền sảnh lớn nhất thời cổ đại. Đền Karnak từ bao đời đã là nơi diễn ra lễ hội Opet cực kỳ quan trọng của các pharaon (thần Amun) sẽ được rước từ Karnak đến đền Luxor cách đó vài cây số, theo truyền thuyết thì Amun sẽ tặng lại khói hương cho pharaon và thế là pharaon được nâng ngang hàng với thần thánh, vĩnh viễn độc tôn). Seti I chết khi ông được khoảng 50 tuổi, và Ramesses II kế vị khi mới ngoài đôi mươi. Ngay lập tức ông bắt tay vào việc xây dựng đền đài mới quy mô lớn chưa từng thấy. Đền Abydos trước đó nay để thờ riêng Ramesses II. Đền cột ở Karnak được tu bổ mở mang, dựng lên Abu Simbel, được đục ngay vào sườn núi cách Cairo hơn 1000 km về hướng Nam. Hầu như đô thị Ai Cập nào cũng được Ramesses II xây dựng thêm thật nhiều đền đài. Ông còn cho xóa tên nhiều vị pharaon tại các đền thờ cổ và cho khắc tên mình vào thay thế. Một số nhà Ai Cập học nhận xét Ramesses II đã xây dựng nhiều công trình nghệ thuật đến nỗi chúng trở thành một loại sản phẩm sản xuất hàng loạt. Có lẽ ông chú trọng vào số lượng hơn là chất lượng, đến nỗi không có đủ số nhân công phục vụ. Trong khi các pharaon trước chọn khắc tên vào các bản phù điêu nổi thì Ramesses II lại ra lệnh khắc lên bằng ấn bản chìm, như vậy dễ làm hơn và quan trọng nhất là những pharaon sau không thể nào xóa được.
Sau này, khi đã ngoài 40, Ramesses II bỏ việc chinh phạt Hitties nhưng vẫn say sưa trong việc xây cất. Ông bắt đầu cho dựng ngôi đền vĩ đại Abu Simbel trên đất Nubia thù địch. Có đến 4 bức tượng của ông cao đến 67 bộ được tạc trên vách núi, phía dưới là một ngôi đền khổng lồ được đào sâu vào chân núi đến 160 bộ. Đền này có tượng thờ thần Amun và Ramesses II, được kiến trúc một cách độc đáo đến nỗi mỗi năm 2 lần, vào cuối tháng 2 và tháng 10 thì ánh sáng Mặt Trời lúc rạng đông sẽ chiếu thẳng vào hai bức tượng uy nghiêm này, tạo nên một vầng sáng làm mọi người thán phục.
Ramesses II là pharaon cai trị lâu dài thứ hai của Ai Cập cổ đại sau vua Pepi II của Vương triều thứ 6. Ông cũng là một trong những vị pharaon hùng mạnh cuối cùng của Ai Cập cổ. Sau vương triều con trai ông, Merneptah, các vua Vương triều thứ 19 trở nên yếu kém. 150 sau vương triều ông, đế chế Ai Cập sụp đổ sau năm 1077 TCN.

### Tượng lớn của Ramesses

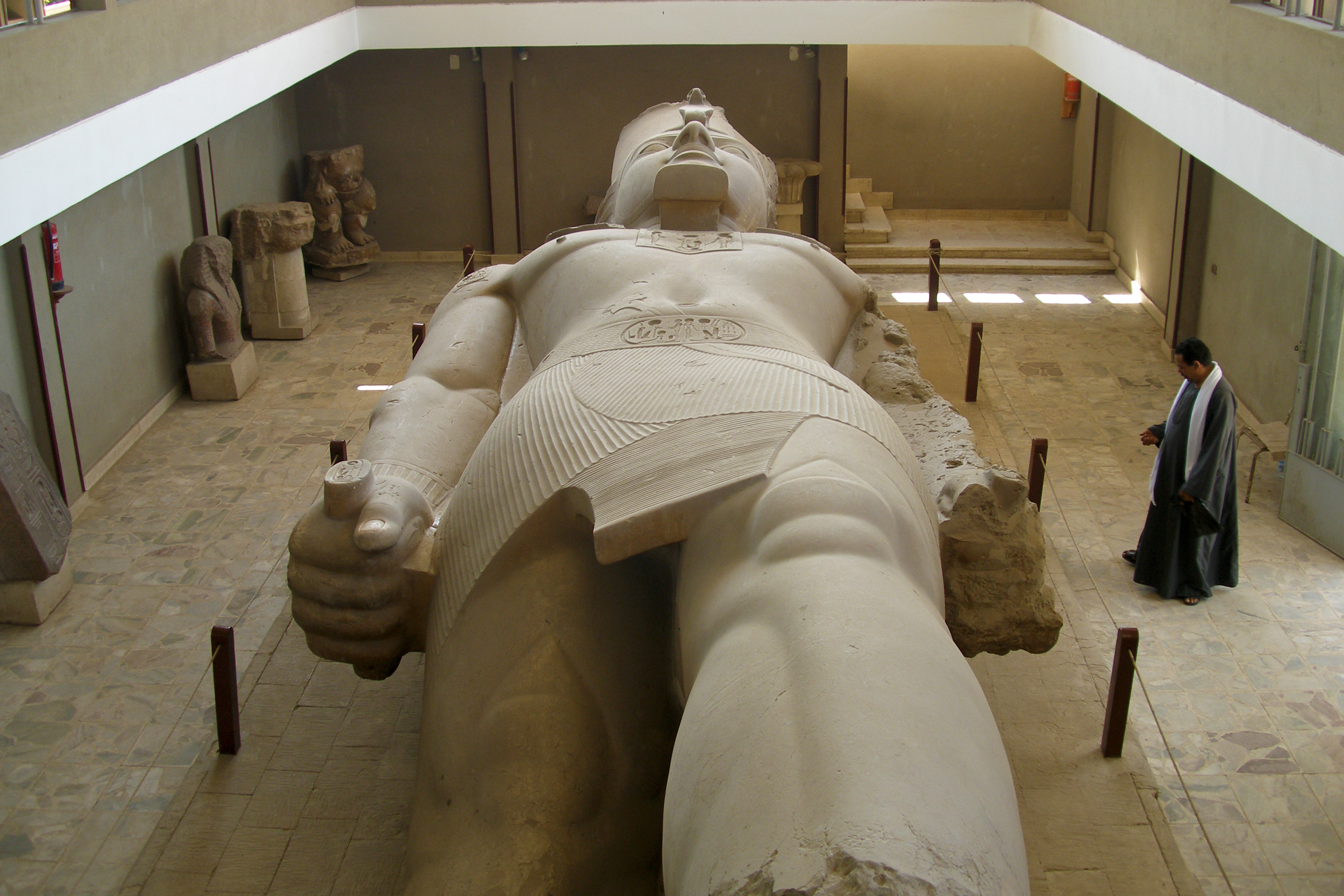
bức tượng khổng lồ của vua Ramesses II hiện ở Memphis

Tượng lớn của Ramesses được chuyển tới Quảng trường Ramesses năm 1955. Vào tháng 8 năm 2006, người ta chuyển bức tượng 3200 tuổi của ông từ Quảng trường Ramesses để cứu nguy nó từ thành phố đông đúc dân cư làm hư hại bức tượng 83 tấn này. Bức tượng này bắt đầu được tìm thấy từ đền ở Memphis (Ai Cập). Vị trí mới có thể định vị ở Bảo tàng người Ai Cập lớn.

### Ramesseum

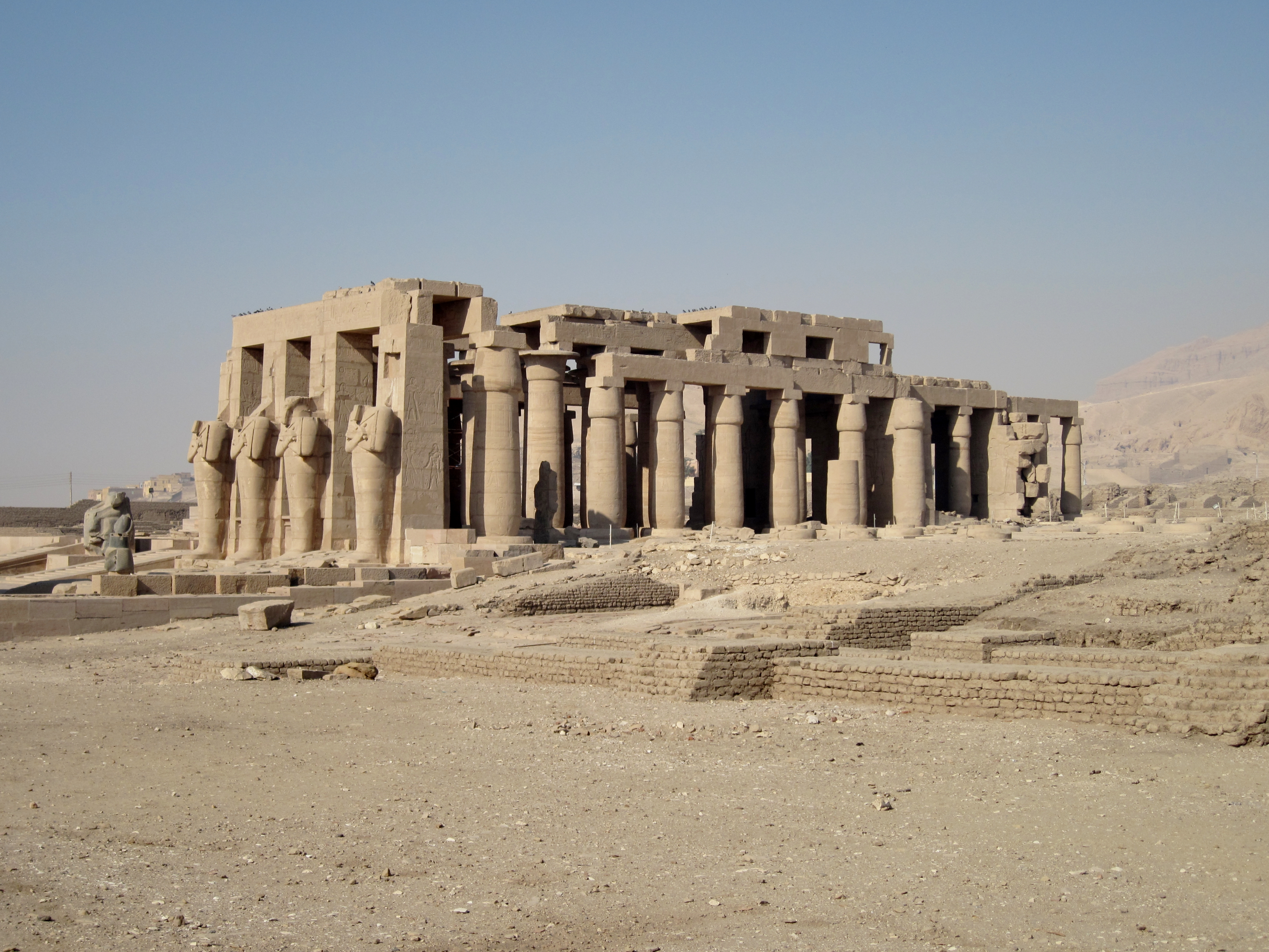
Ramesseum

Ramesseum là một đền thờ (đền tang lễ) của vị Pharaon nổi tiếng Ramesses II Đại đế. Ngôi đền nằm trong Khu nghĩa trang Thebes, ở Thebes, Thượng Ai Cập, ngày nay thuộc thành phố Luxor. Ban đầu nó được gọi với cái tên rất dài, tạm dịch: "Ngôi nhà hàng triệu năm của Usermaatra-setepenra và thành phố Thebes đã hợp lại thành lãnh thổ của thần Amun". Usermaatra-setepenra là tên riêng của Ramesses II.

### Abu Simbel

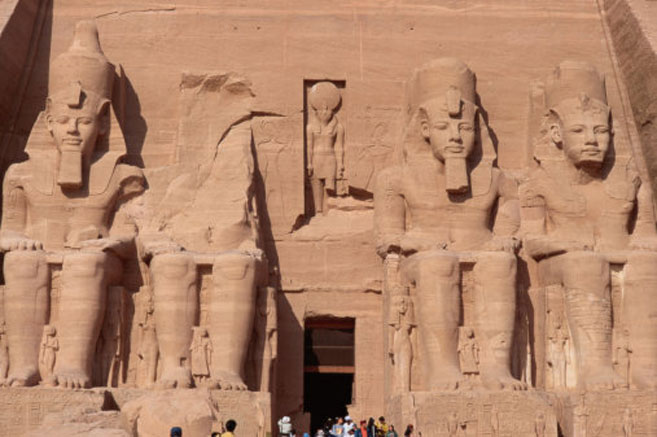
Đền Abu Simbel

Ngay khi mới lên ngôi, Ramesses đã cho khởi công xây dựng công trình này và quá trình xây dựng kéo dài khoảng 24 năm (1279-1256 TCN). Đây là đền lớn nhất của ông.
Ngôi đền này được Ramesses cho xây dựng để thờ ba vị thần có công bảo hộ nhà nước Ai Cập, đó là Amun- Re, Ptah và Re- Horakhty cũng như bản thân đức vua ngay khi ông còn sống. Điều nổi bật nhất của đền là bốn bức tượng khổng lồ của ông bên ngoài, đằng sau còn có tượng nhỏ của chính cung hoàng hậu Nefertari. Ngôi đền cũng là nơi tưởng niệm những trận đánh của Ramesses ở Libya, Syria và Nubia.

## Gia đình

### Ông bà
- Ông nội: Ramesses I
- Bà nội: Sitre
- Ông ngoại: Raia, giữ chức vụ trong quân đội Ai Cập.
- Bà ngoại: Ruia[19]

### Cha mẹ
- Cha: Seti I
- Mẹ: Mut-Tuya (?-1257 TCN), trở thành Thái hậu dưới triều đại của Ramesses II, và là một trong những nhân vật quyền lực nhất trong hoàng gia. Bà được chôn cất trong lăng mộ QV80 ở Thung lũng các Vương Hậu.

### Hoàng hậu
Ramesses II có rất nhiều vợ, trong số đó chỉ có bảy người vợ được sắc phong chính thức "Người vợ Hoàng gia Vĩ đại":
- Nefertari (?- 1255 TCN), người vợ được sủng ái nhất của Ramesses II. Bà được pharaoh xây hẳn một ngôi mộ trang trọng trong Thung lũng các Vương hậu.
- Isetnofret (?-?), tên tuổi bà bị lu mờ trong suốt 25 năm đầu triều đại Ramesses II. Bà là mẹ đẻ pharaoh Merneptah, vị vua kế vị Ramesses.
- Henutmire, được cho là em gái Ramesses II.
- Meritamen, con gái ruột của Ramesses II, được vua cha sắc phong làm vợ.
- Bintanath, con gái ruột của Ramesses II, được sắc phong làm vợ của vua cha.
- Nebettawy, con gái ruột của Ramesses II, được sắc phong làm vợ của vua cha.
- Maathorneferure, vốn là công chúa Hittites, được gả đến Ai Cập làm vợ Ramesses II với mục đích ngoại giao, sau khi Ai Cập và Hittites kí hòa ước.

Trong số nhiều hoàng hậu của Ramesses II, ngoài 7 bà vợ được sắc phong cũng có vài người vợ khác được biết đến:
- Một công chúa người Hittites khác, của thể là em gái Maathorneferure, được gả đến làm vợ Ramesses II.
- Sutererey, mẹ đẻ của Ramesses-Siptah.

### Con cái

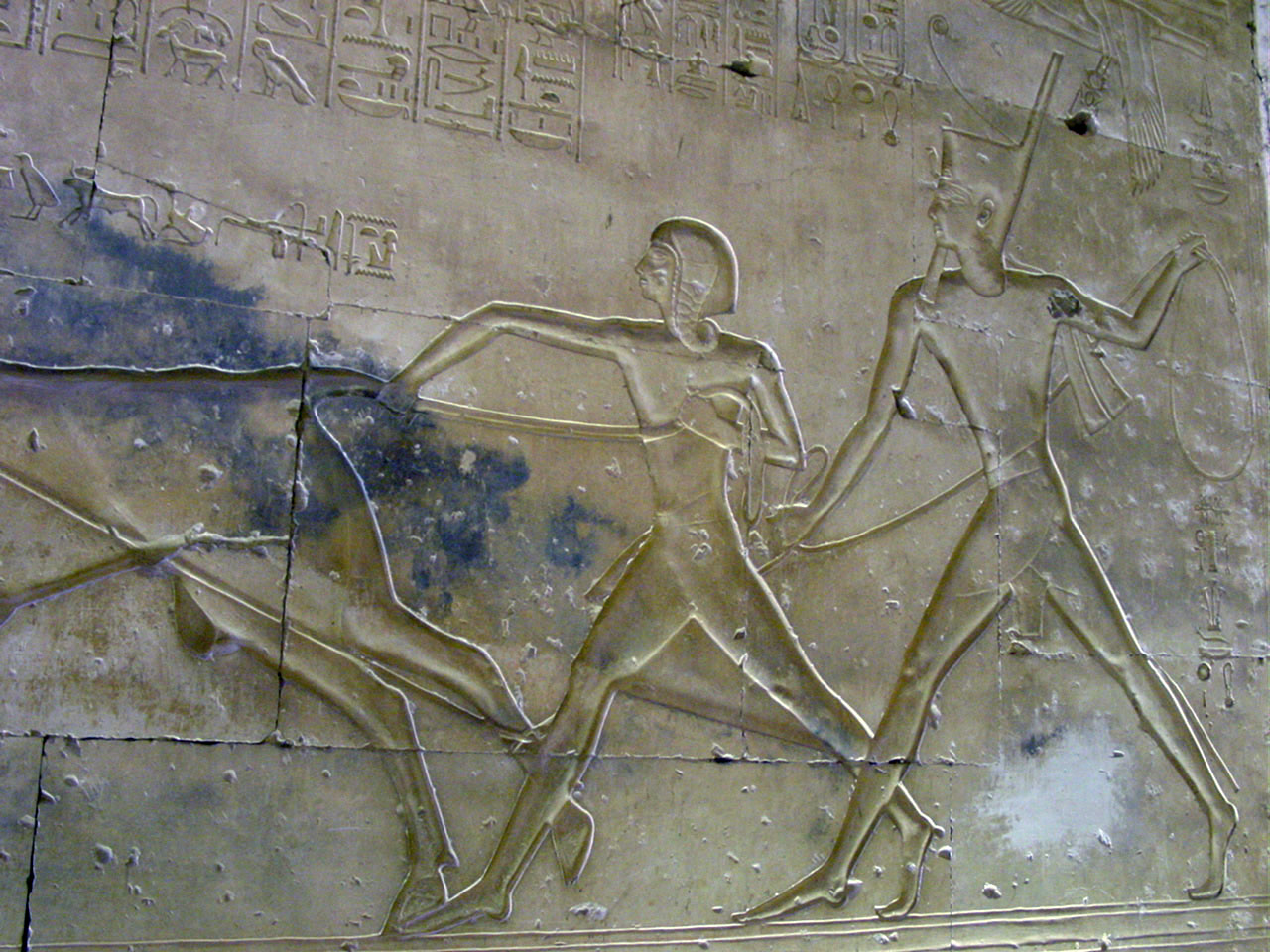
Tranh tường ở Abydos miêu tả Trưởng hoàng tử Amun-her-Khepeshef(giữa) và Ramesses II(phải)

#### Lăng mộcủa Nữ hoàngNefertari

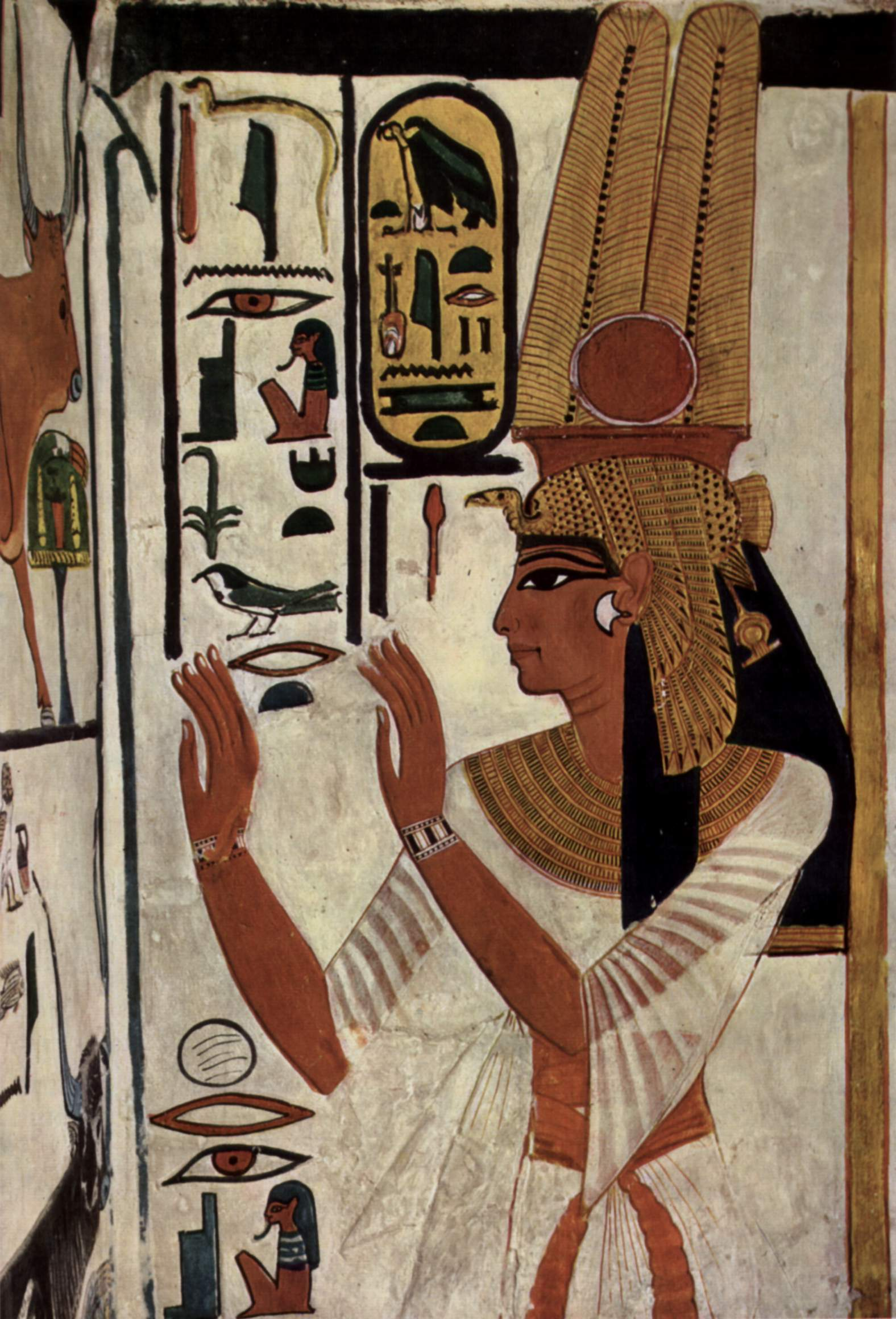
Bức tranh tường khắc hình Nefertari trong lăng mộ QV66 của bà

Mộ của hoàng hậu Nefertari (QV66) tại Thung lũng các nữ hoàng, người vợ quan trọng nhất của Ramesses II được khai phá năm 1904 bởi Ernesto Schiaparelli. Từ thời thượng cổ, ngôi mộ đã bị quấy phá nhiều nhưng người ta đã tìm thấy nhiều di sản nghệ thuật như một bức tranh tường vẽ Nefertari.

#### KV5, mộ của những người con vua Ramesses II
Ngôi mộ nằm gần mộ KV7 của Ramesses II, KV5 là nơi chôn cất hầu hết những người con của ông, cả nam lẫn nữ. KV5 được phát hiện năm 1825 bởi James Burton và chính thức khám phá vào năm 1995 bới nhóm khảo cổ của Kent R.Weeks.
Hiện nay, KV5 là ngôi mộ lớn nhất được biết đến trong Thung lũng các vị Vua.

## Pharaon trong cuốn Exodus

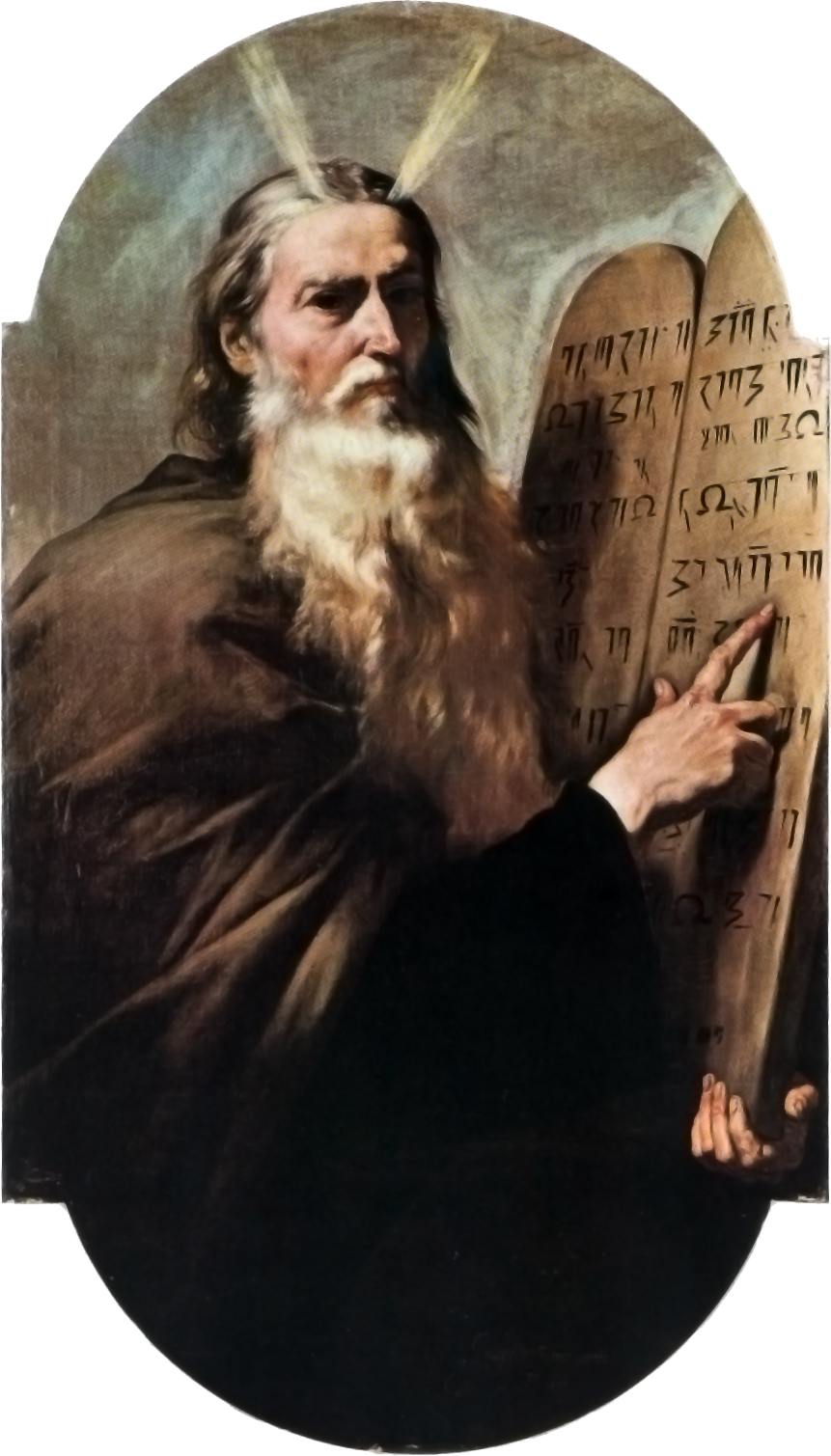
Moses

Phần lớn nhà sử học cho rằng Seti I, cha Ramesses là vị pharaon đã đối xử tàn bạo với người Do Thái và nhà tiên tri Moses. Ông đã ra lệnh giết các em bé Do Thái khi Moses được sinh ra. Nhưng ông này đã được giấu đi và được một người công chúa, con gái Seti I và chị hoặc em của Ramses, nhận làm con nuôi. Moses đã muốn dẫn người Do Thái rời khỏi Ai Cập khi Ramesses đang cai trị Ai Cập, nhưng Ramesses bắt họ phải ở lại làm nô lệ và Ai Cập bị Chúa trời phạt mười năm bệnh dịch, Ramesses buộc phải nhượng bộ cho dân Do Thái rời khỏi Ai Cập.
Nhiều nhà sử học khác cho rằng Thutmosis III mới là pharaon đã đối xử tàn bạo với Moses và nữ hoàngHatshepsut, nhiếp chính của Thutmosis (ông ta lên ngôi khi còn là một cậu bé) đã nhận Moses làm con nuôi. Sau khi Hatshepsut mất thì Thutmosis càng tàn bạo với dân Do Thái. Người Do Thái đã rời khỏi Ai Cập trong khi con Thutmosis, Amenhotep II cai trị.

## Xác ướp

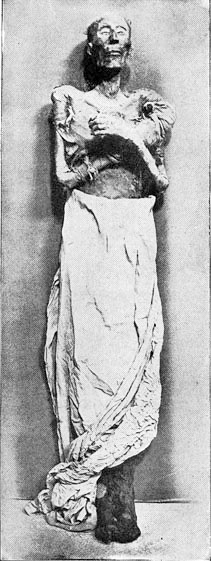
Toàn thân xác ướp của Ramesses II, hiện đang được trưng bày tại Viện bảo tàng Ai Cập ở Cairo

### Phát hiện
Xác ướp được phát hiện năm 1881 trong nhà chứa xác ướp hoàng gia DB320 ở Deir el-Bahari bởi Gaston Maspero. Cho đến năm 1980 người ta vẫn có thể tự do xem mặt mũi vị quân vương lừng danh này khi đến tham quan Viện bảo tàng Ai Cập ở thủ đô Cairo.

### Xác ướp của Ramesses II

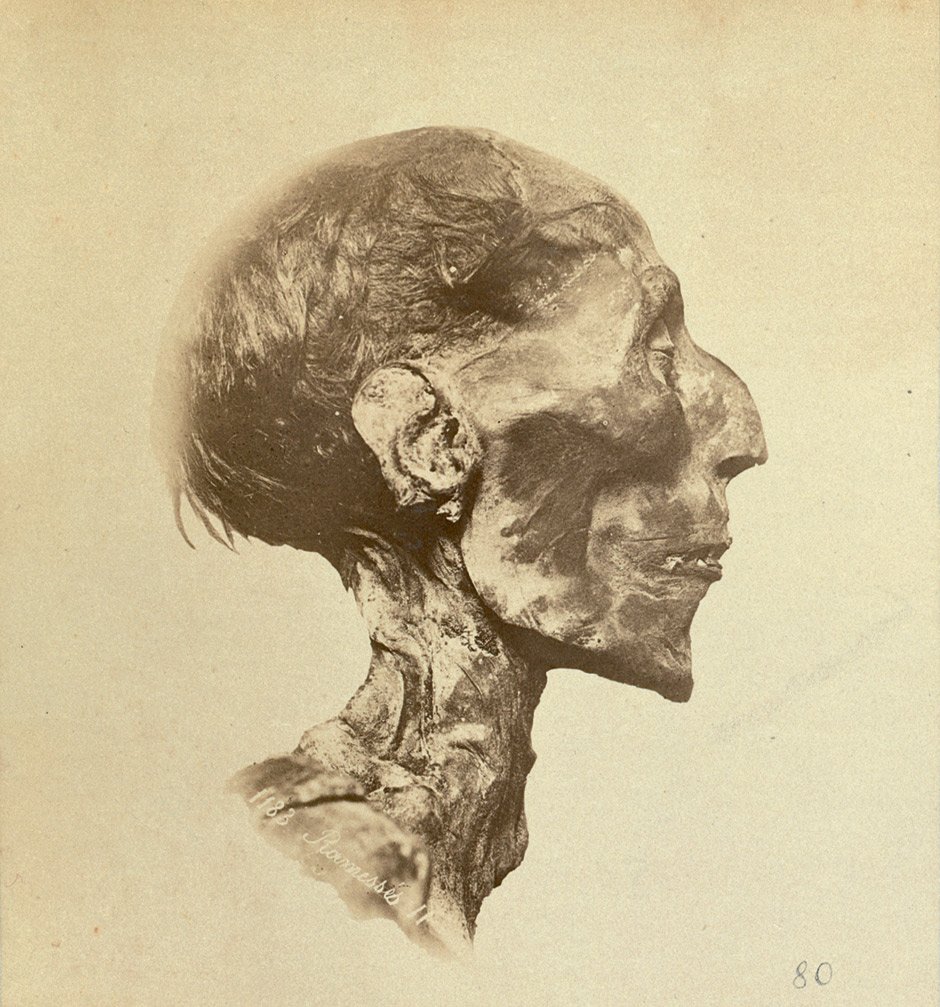
Đầu xác ướp vua Ramesses II

Xác ướp cổ đến 3000 năm tuổi của ông vẫn được bảo quản tốt và hằng ngày vẫn có hàng nghìn người đến xem "Vua của các vị Vua" được bao bọc trong lụa đỏ, cùng xác ướp của 26 vị pharaon khác. Thế nhưng Tổng thống Ai Cập Anwar Al Sadat đã ra sắc lệnh đem cất di hài Ramesses II cùng 26 vị pharaon này vào một chỗ kín, không cho công chúng xem nữa vì ông nghĩ đem trưng bày thi thể của các ông vua lừng lẫy như thế trước công chúng e không ổn. Một số chuyên gia bậc thầy trên thế giới về vấn đề chống ô nhiễm hiện đã hợp tác với chính phủ Ai Cập để phục hóa các xác ướp này, và cuối cùng lại đem trưng bày cho dân chúng xem vào thập niên 1990.
Giáo sư James Harris thuộc Đại học Michigan, vốn đã dẫn một đoàn chuyên gia tia X đến khảo sát xác ướp Ramses II trước khi lệnh cấm có hiệu lực, mô tả vị quân vương đầy quyền uy này như sau: "Ông ta cao khoảng 1,73 mét, một trong các pharaon cao to nhất. Một cái hàm mạnh mẽ, cánh mũi dài, hơi cong đầy kiêu hãnh và gương mặt dài, gầy. Kiểu này không giống như các pharaon xa xưa mà có nét từa tựa như dân tộc ở vùng Đông Địa Trung Hải". Ramesses xuất thân từ vùng đồng bằng châu thổ sông Nil, nơi vốn bị các bộ tộc phương Đông xâm chiếm từ thuở xa xưa.
Ramesses II đã chết già, theo như các sử gia. Khảo nghiệm xác ướp của Ramesses người ta nhận thấy nhà vua chỉ bị thấp khớp, đau răng và máu huyết lưu thông không tốt lúc về già.
Vào năm 1974, các chuyên gia Ai Cập nhận thấy xác ướp của Ramesses II đang dần bị hủy hoại không rõ nguyên do. Đến năm 1977, người ta đã chuyển xác sang Pháp để các chuyên gia ở đó "chữa trị" cho nhà vua.
Theo luật pháp Ai Cập, ngay cả người chết cũng cần có giấy tờ đầy đủ mới được phép đưa ra nước ngoài. Những giấy tờ này cũng giúp đảm bảo xác ướp Pharaon có thể quay trở về nước an toàn. Các nhà chức trách lo ngại sau khi tới Pháp, xác ướp Pharaon sẽ bị giữ lại. Xác ướp Ramesses II được chính phủ Ai Cập phát hộ chiếu, và trở thành xác ướp đầu tiên nhận đặc quyền này. Không chỉ có ảnh chụp gương mặt của Ramesses II, cuốn hộ chiếu còn có mục khai nghề nghiệp của vị pharaoh Ai Cập cổ đại là "Nhà vua (đã qua đời)". Xác ướp Ramesses II rời Ai Cập năm 1976 và khi tới Pháp, cỗ thi thể được sân bay Paris-Le Bourget chào đón với nghi thức đầy đủ dành cho một vị vua.
Sau khi được 102 chuyên gia khám nghiệm và tìm ra nguyên nhân, sự hủy hoại xác do một loại nấm mốc vi khuẩn gây ra. Quá trình khám nghiệm cũng tiết lộ nhiều thông tin về xác ướp của Ramesses II. Hình chụp X quang cho thấy một vết thương chiến trận ở một bên vai, một vết gãy xương sắp lành ở ngón chân, những mảnh y phục và mảnh vàng dính trên da xác ướp nhà vua. Trong mũi của Ramesses II được nhồi đầy hạt tiêu và chèn vào đấy một mảng xương động vật kích thước nhỏ để giữ hình dáng cho mũi sau khi đã móc não ra, quai hàm to chắc khỏe và một chiếc răng bị thiếu. Ramesses qua đời ở tuổi 90, lưng còng xuống, để giữ cho đầu của nhà vua được nằm ngay ngắn, những nhà ướp xác đã phải đập vỡ xương sống của ông. Ramesses II sống lâu đến nỗi 12 người con trai đã qua đời trước cả ông, và ông đã được kế vị bởi người con trai thứ 13, Merneptah.

### Quá trình ướp xác
Trong văn hóa Ai Cập cổ đại, khi những người trong hoàng gia, quý tộc, những người giàu có vừa qua đời, thi thể của họ nhanh chóng được chuyển đến những người thợ ướp xác. Thực hiện công việc ướp xác là cả một quá trình cầu kì, phức tạp, trải qua 70 ngày để hoàn thành tất cả các công đoạn để giữ xác tồn tại đến hàng thiên niên kỉ sau.
Đầu tiên, họ rạch một vết bên trái bụng, rút các cơ quan nội tạng ra, đặt gan, phổi, dạ dày và ruột trong các vò linh thiêng, được gọi là các bình kín (canopic). Trái tim được giữ lại trong lồng ngực. Người Ai Cập quan niệm quả tim là nơi phát sinh trí thông minh và tình cảm, phải giữ nguyên chờ ngày phán xét cuối cùng dưới hạ giới. Vết rạch được che đậy lại bằng một miếng bùa thiêng có hình con mắt của thần Horus. Những người ướp xác cũng rút bộ não của người chết qua đường mũi bằng một cái móc dài. Não lỏng bị ném đi vì người Ai Cập cổ cho rằng nó không có tác dụng quan trọng. Sau đó họ tắm xác bằng rượu cọ và nước sông Nile, rồi dùng muối ăn phủ lên khắp cơ thể nhà vua. Sau 40 ngày, muối đã làm bay hơi hết nước trong xác, xác khô đi, teo lại nhưng vẫn giữ được hình hài.
Cuối cùng, họ quấn hằng trăm mét vải liệm quanh xác. Những thợ ướp xác chèn nhiều tấm bùa trong nhiều lớp băng, các lớp băng quấn xác cũng ghi chép tên tuổi của người chết, ngoài ra trong lúc quấn các thầy tế không ngừng làm các nghi thức linh thiêng và đọc thần chú. Quá trình quấn xác tiêu tốn 20 ngày, xác được được đeo mặt nạ, lồng vào nhiều lớp quan tài lộng lẫy dát vàng đính ngọc. Đến đây, xác mới được đưa đi chôn cất.
Xác của Ramesses II cũng được ướp như vậy, và sau khi hoàn tất quá trình ướp xác, thi hài của nhà vua được đưa đi an táng trong ngôi mộ KV7 ở Thung lũng các vị vua. Về sau, do nạn đào trộm mộ để lấy kho báu, các xác ướp hoàng gia được chuyển đến các khu mộ khác. Xác ướp vua Ramesses II được chuyển đến khu mộ DB320 và được Gaston Maspero phát hiện năm 1881.

## Trong phim ảnh và văn học

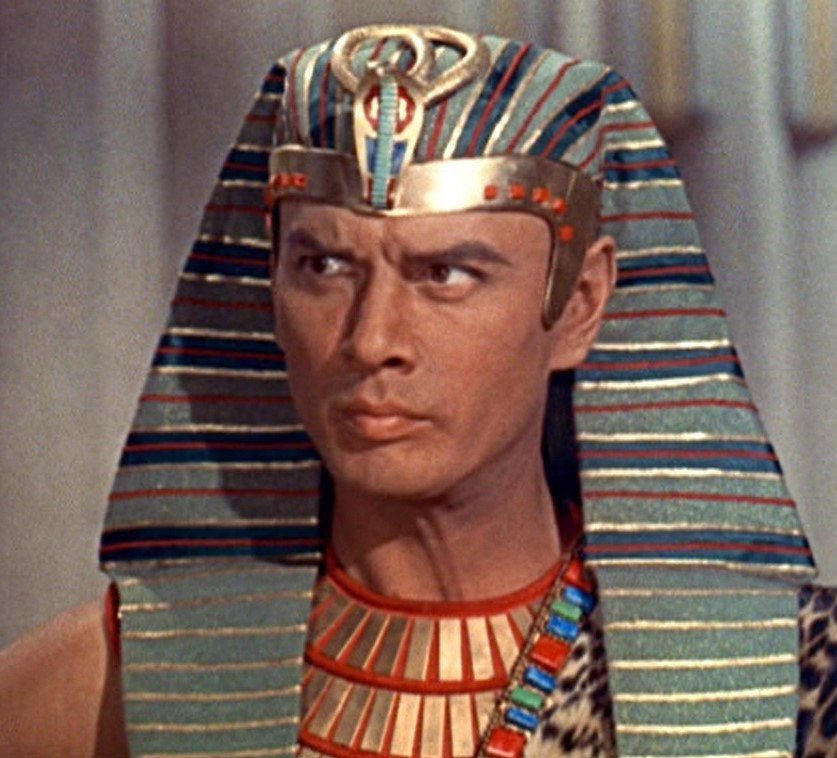
Diễn viên Nga Yul Brynner thủ vai Ramesses II trong Mười điều răn (phim 1956)

- Nhà thơ người Anh lừng danh Percy Bysshe Shelley đã lấy cảm hứng từ bức tượng khổng lồ của Ramesses II để sáng tác nên bài thơ "Ozymandias". Trong đó ông đã miêu tả bức tượng bị tàn phá theo thời gian giữa sa mạc.
- Trong tiểu thuyết Biên niên sử nhà Kane của nhà văn Rick Riordan, hai nhân vật chính Carter Kane và Sadie Kane là hậu duệ của Ramesses.
- Tiểu thuyết "Sủng phi của Pharaoh[22]" (法老的寵妃/ 法老的宠妃)- tác giả Du Thế (悠世)với 2 nhân vật chính là Nefertari và Ramess II
- Manhua "Sa dữ hải chi ca" (tên gốc: Sủng phi của Pharaoh)- Tri Âm Mạn Khách chuyển thể từ tiểu thuyết cùng tên[23]
- Là một Servant 5 sao thuộc class Rider trong tựa game Fate Grand Order
- Ramesses xuất hiện trong manga Great Priest Imhotep.